# Per Sundnes

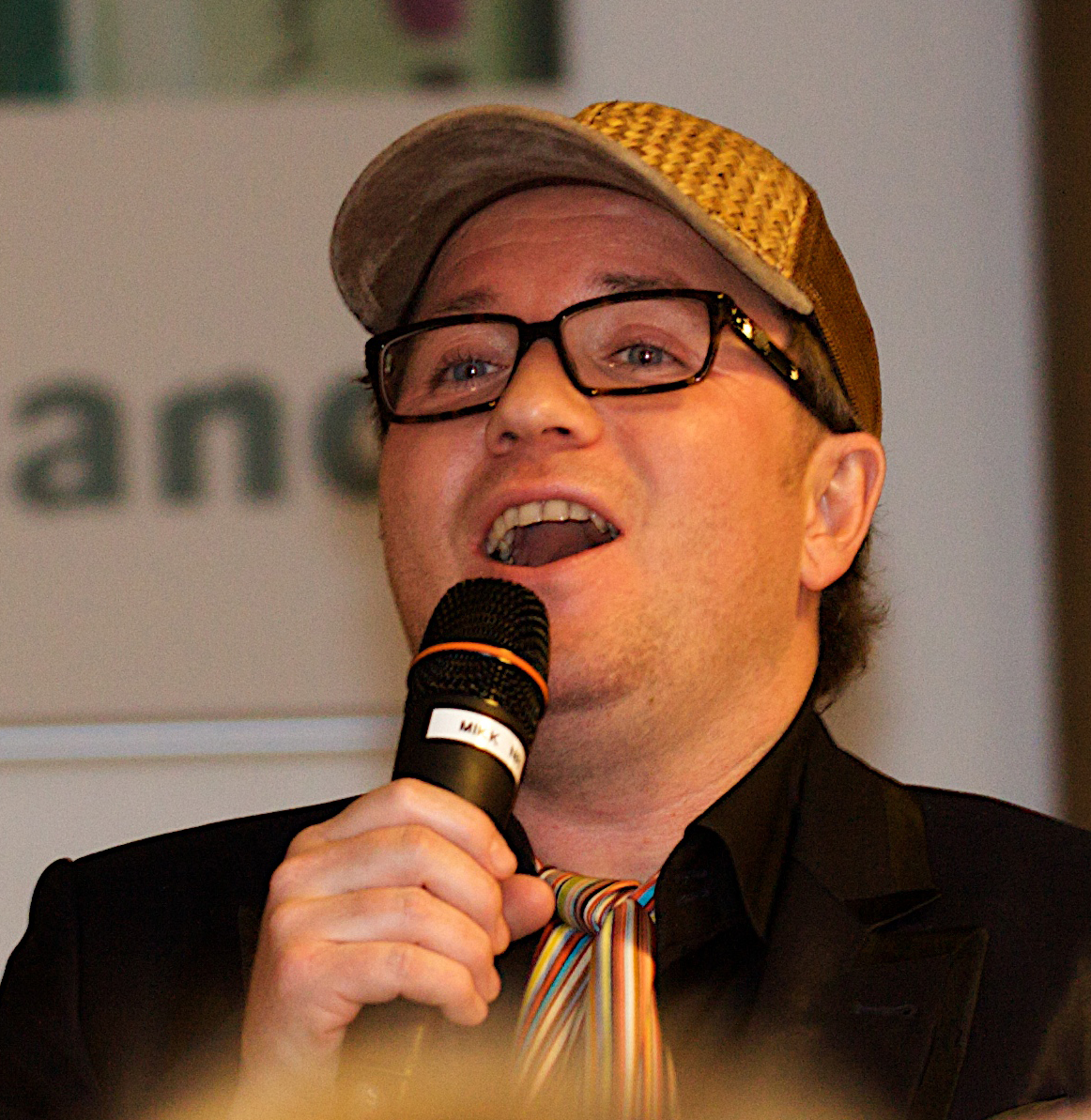
Per Sundnes

Per André Sundnes, född 16 juni 1966 i Bodø, är en norsk journalist och programledare.
Han var kommentator vid Eurovision Song Contest 2007 och programledare för Norsk Melodi Grand Prix 2010 (tillsammans med Marte Stokstad), Norsk Melodi Grand Prix 2011 (tillsammans med Anne Rimmen) och Norsk Melodi Grand Prix 2012 (tillsammans med Marte Stokstad.
2005 gav Sundnes ut boken Chic og bruk tillsammans med journalisten Lillian Vatnøy.